# Richards Bay
Richards Bay (Afrikaans: Richardsbaai) est un port et une ville d'Afrique du Sud située dans la province du KwaZulu-Natal. En 2011, c'est le plus grand terminal d'exportation de charbon au monde.

## Localisation
Richards Bay, l'un des plus grands ports du pays, est situé sur la côte nord de la province de KwaZulu-Natal, sur un lagon naturel de 30 kilomètres carrés formés par le fleuve Mhlatuze. Il est situé à 2 heures de voiture de Durban.

## Histoire
Le port est créé par le commodore anglais Sir  Frederick Richards qui durant la Première Guerre des Boers de 1879, débarque sur le lagon pour y installer un port stratégique pour l’approvisionnement de l’armée anglaise. 
En 1935, la réserve de Richards Bay  est créée pour protéger l'écologie autour de la lagune. En 1943 elle s’étend pour inclure le parc de Richards Bay. La cité, aménagé sur les rives de la lagune en 1954 obtient le rang de ville en 1969. 
En 1976, le port est transformé en un port d’eau profonde avec, comme installation annexe, une liaison ferroviaire ainsi qu’un gazoduc reliant le port de Johannesburg.

## Économie
Deux fonderies d'aluminium et une usine d'engrais sont implantées sur le site. Du minerai de fer, de rutile (oxyde de titane) ainsi que du zircon sont extraits des dunes de sable à proximité de la lagune. Les exportations locales sont le charbon (premier terminal d'exportation au monde), l’aluminium, le titane la pâte à papier, le bois, l'acide phosphorique et d'autres minéraux lourds comme le granit. Il y a aussi le siège de la société Bell Equipment.

## Vie locale
Les vents réguliers soufflant du nord-est font de Richards Bay un spot de kitesurf réputé. Les autres activités courantes de la ville sont la pêche, la chasse, l'observation des oiseaux, le kayak, la voile, le surf, le cyclisme, les arts martiaux.